# المارد (فلم)
المارد هو فيلم مصري عرض عام 1964، بطولة فريد شوقي وشويكار، ومن إخراج سيد عيسى.

## قصة الفيلم
تدور أحداث الفيلم في فترة ما قبل قيام ثورة 23 يوليو؛ حيث هناك صراع دائم بين الفلاحين والباشا الظالم، يتجمع الفلاحين أمام قصر الباشا احتجاجًا على هدم المحاصيل وقتل أحدهم ويقوموا بحرق بوابة القصر، مما يتسبب بغضب الباشا فبقوم بحبس معظم الفلاحين ومنهم والد عواد وعمه، يبحث (عواد) عن عائلته فيتسلل إلى قصر الباشا لكي يطلب منه الإفراج عنهم فيكتشف أنه قتل والده، يلفق له الباشا جريمة قتل (أبو اليزيد)، ويتم اتهامه والحكم عليه ويقضي عقوبته في السجن، وبعد خروجه من السجن يسعى (عواد) إلى هدف واحد وهو الانتقام من الباشا قاتل أبيه.

## طاقم التمثيل
- فريد شوقي: (عواد "المارد")
- شويكار: (نوارة)
- عدلي كاسب: (الباشا)
- توفيق الدقن: (خليل)
- إحسان شريف: (خضرة - أم عواد)
- فتحية شاهين: (زوجة الباشا)
- حسين الشربيني: (عواد - شاب)
- حسين إسماعيل: (رزق - غفير الباشا)
- لطفي عبد الحميد: (أمين - الأخرس)
- سامي سرحان: (شوقي)
- عادل هاشم
- حسين قنديل
- سيد العربي: (برعي - غفير الباشا)
- عباس الدالي
- سيد عبد الله: (مانولي)
- شاهيناز: (سعاد - بنت الباشا)
- أبو الفتوح عمارة: (بشير)
- محمد رشدي: (مطرب البلد)
- عبد السلام محمد: (عامل المقهى)
- عبد النبي محمد: (عم حسنين)
- مختار السيد: (ضابط المركز)
- عبد الحميد بدوي: (سلماوى)
- محمد نبيه: (صاحب المقهى)
- أنور مدكور: (المأمور)
- علي عرابي: (فلاح)
- طوسون معتمد: (فلاح)
- عبد المنعم سعودي: (من رجال المباحث)
- علي المعاون: (من رجال الباشا)

## فريق العمل
- إخراج: سيد عيسى
- قصة: عدلي المولد
- سيناريو وحوار: كامل عبد السلام
- مدير التصوير: عبد المنعم بهنسي
- مونتاج: عبد العزيز فخري
- موسيقى تصويرية: سليمان جميل
- إنتاج: جمهوريّة فيلم
- توزيع داخلي: جمهورية فيلم
- توزيع خارجي: فواز إخوان

## وصلات خارجية
- مقالات تستعمل روابط فنية بلا صلة مع ويكي بيانات